# Drácula (Castlevania)

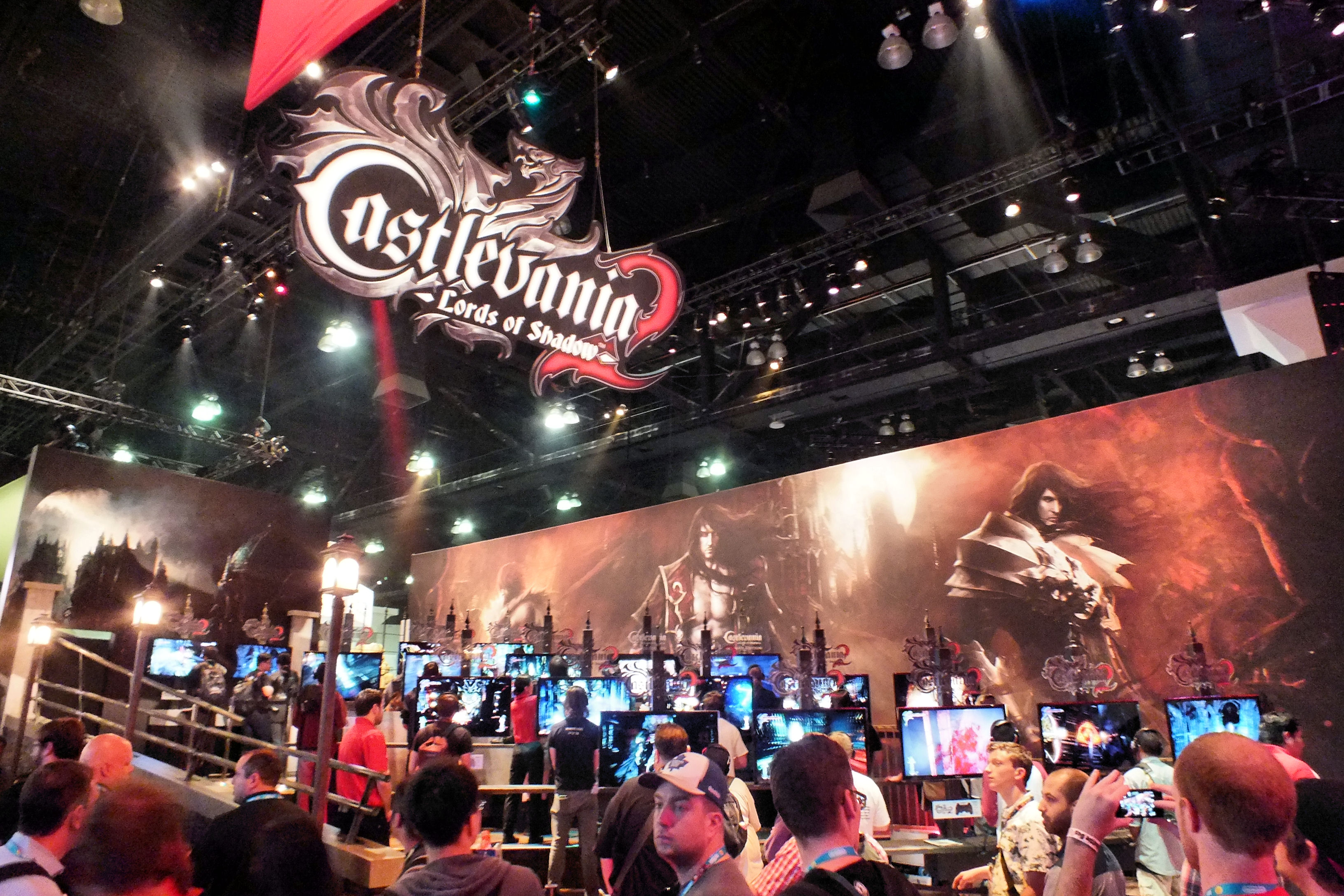
2013 E3 - Castlevania 2: LOS

Vlad Țepeș Drácula, o simplemente Drácula (ドラキュラ Dorakyura?), es el villano principal de la saga Castlevania y aparece como el jefe final en la mayoría de sus videojuegos. Es un hombre vampiro inmortal que está basado en el Conde Drácula de la novela de Bram Stoker. Este personaje, líder de las criaturas de la oscuridad, ha revivido en numerosas ocasiones a lo largo de la historia y valientes guerreros han enfrentado el desafío de atravesar su peligroso castillo para poder derrotarlo.
El real Dracula fue muerto por otro vampiro más poderoso que el. Dracula penso que había hipnotizado al vampiro para matarle tomando de su sangre y obtener sus poderes pero fue engañado, porque el vampiro uso la ilusion contra el, y fue mordido y muerto por otro vampiro al que se hace llamar el espectro, el vampiro espectral infernal

## Información general
Drácula es el más poderoso de los vampiros y un hechicero oscuro. Su apariencia y comportamiento están basados en el personaje del Conde Drácula de la literatura, así como sus representaciones en el cine. El aspecto del personaje ha sufrido siempre considerables cambios de diseño en cada nueva aparición. Su diseño antiguo se asemejaba mucho en apariencia al Drácula interpretado por el actor Bela Lugosi en donde se mostraba como un hombre de cabello corto y con colmillos vistiendo una gran capa negra. En apariciones posteriores su diseño fue adquiriendo un aspecto más original, representado como un hombre alto y de piel pálida casi azul, con cabello y barba largos y blancos. Viste siempre un atuendo de colores negro y rojo propios de un señor de la aristocracia, con una gran capa azul.
Drácula ha aparecido siempre como el mayor villano de la extensa saga Castlevania, y en la mayoría de sus juegos es el jefe final. Tiene además transformaciones especiales que usa para luchar cuando su forma normal es derrotada. Los distintos videojuegos de la serie se ubican en épocas cronológicas distintas, pese a que se muestra como el vampiro es derrotado por el héroe del juego, Drácula finalmente volverá a la vida en una época posterior en donde se desencadenará una nueva batalla.
Los principales enemigos de Drácula son la familia Belmont, guerreros que entrenan especialmente para eliminar al Conde y su ejército del mal usando armas especiales, incluyendo el poderoso látigo Vampire Killer que puede causar un gran daño a los vampiros. Los Belmont además transfieren sus técnicas y conocimientos a sus descendientes, de modo que los herederos se encargarán de esperar tras varias generaciones a la resurrección de Drácula para derrotarlo nuevamente.

## Habilidades
Drácula es poseedor de enormes poderes como hechicero oscuro y criatura de la noche y es además un inteligente estratega. Sus principales poderes son :
- Poder de fuego: Drácula puede disparar bolas de fuego contra el enemigo, en algunos juegos llegan a ser tan poderosos como una lluvia de meteoros.

- Poder de sangre: Ataca con magia que le permite lanzar sangre con propiedades corrosivas.

- Control de vampiros: Drácula puede dominar a una gran cantidad de pequeños murciélagos que le ayudan en el combate.

- Transformación: En los videojuegos suele usar distintas transformaciones monstruosas para incrementar sus poderes si su forma normal es derrotada.

- Dominio: Puede absorber las almas de otros seres de la oscuridad para ganar sus habilidades.

- Forjador de demonios: Un conjuro de alquimia que le permite invocar y dar vida a demonios sirvientes a partir de materia inerte hechizada.

- Inmortalidad: Como todos los vampiros, es capaz de vivir eternamente. Incluso luego de ser eliminado este ha logrado volver a la vida con la ayuda de sus seguidores.

## Historia
Esta es la historia de Drácula según el canon oficial de la saga:
- 1094
(Castlevania: Lament of Innocence): Drácula era originalmente un humano de nombre Mathias Cronqvist, quien luchaba en una orden de caballeros al servicio de Dios junto a su amigo Leon Belmont. Mathias era un notable estratega cuyo ingenio sumado a la habilidad de combate de Leon los llevaban siempre a la victoria, este era además un practicante de la alquimia en secreto. Mathias sufrió un cambio drástico en su personalidad cuando su amada esposa, de nombre Elisabetha, enfermo y murió durante una de sus campañas. Cronqvist se enfureció con Dios, considerando injusto que le haya quitado la vida inocente de su amada cuando él le servía y peleaba fielmente en su nombre.

Consumido por la ira contra Dios, Mathias usó sus conocimientos en las artes oscuras para hallar una forma de volverse inmortal y demostrarle así a Dios que un hombre podría desafiarle y existir fuera de su voluntad. Así fue como Mathias Cronqvist adquirió el conocimiento de la Piedra Carmesí, una reliquia perteneciente a los vampiros y logró hacerse dueño de la misma. Con la Piedra Carmesí bajo su poder, Mathias pudo tener a los enormes poderes de La Muerte bajo su mando, quien seguiría siempre la voluntad del dueño de la piedra. Mathias además ganó la habilidad de absorber las almas de los vampiros asesinados por La Muerte para ganar sus poderes, lo que causó que fuera perdiendo su humanidad hasta convertirse en un vampiro el mismo.
Mathias finalmente conoció la existencia de un segundo tesoro, la Piedra Ébano, que podía traer la noche eterna en el territorio de su amo, pero esta se encontraba en manos del más poderoso de los vampiros, Walter Bernhard. Mathias logró engañar a Walter para que ataque a la amada de Leon Belmont, sabiendo que este lograría derrotarlo. Mientras Walter agonizaba, La Muerte lo mató y le concedió su alma a Mathias, quien se convirtió en el vampiro más poderoso pero no pudo recuperar la Piedra Ébano que fue destruida. Mathias Cronqvist finalmente reveló todo su plan para vengarse de Dios a Leon Belmont y le ofreció volverse su aliado, pero Leon se rehusó y Mathias entonces envió a La Muerte a matarlo. Belmont logró vencer a La Muerte y escapo pero juró que él y sus descendientes se encargarían de acabar con Mathias. Durante estos eventos Mathias tenía 32 años.
- 1094-1475: Durante estos años, Mathias Cronqvist construyó su castillo mágico en Transilvania y reclutó a numerosos seguidores, humanos y seres de la noche, que también le habían dado su espalda a Dios, muchos de ellos se convirtieron es sus discípulos de las artes oscuras.

Mathias se enamoró de una amable mujer llamada Lisa, que le recordaba a su antigua esposa, ella también lo amaba pese a su oscura visión y como fruto de su amor tuvieron un hijo de nombre Adrian. Tiempo después Lisa fue capturada y cruelmente condenada a la Hoguera por los pobladores quienes creyeron que sus prácticas medicinales eran una forma de brujería. Como esto sucedió de día, Mathias no estaba al tanto hasta que cayó la noche y al enterarse desarrolló un eterno odio por la raza humana por haber tomado la vida de su amada. Así fue como cambió su nombre por el de Vlad Țepeș Drácula y comenzó una venganza personal contra la humanidad. Su hijo Adrian no compartía este odio y por eso se cambió su nombre por el de Alucard (Drácula al revés), para expresar que era todo lo contrario a su padre.
- 1476
(Castlevania III: Dracula's Curse): Drácula, furioso por la pérdida de Lisa, envía sus tropas a la conquista de Europa con el único objetivo de exterminar a los humanos. Las fuerzas de la Iglesia no pueden contra los soldados del conde, en poco tiempo Drácula logró tomar varias naciones y acabó con gran parte de las fuerzas de la Iglesia Ortodoxa. Cuando todo parecía perdido, surgió un valiente guerrero en oposición a las fuerzas del mal, Trevor Belmont. Este era el descendiente del antiguo amigo de Drácula, Leon Belmont, quien había estado buscando la forma de acabar con Drácula luego de enterarse de que él había instigado el asesinato de su amada y este deseo de venganza le fue transmitido a sus descendientes. Trevor Belmont fue asistido por el propio Alucard, la hechicera Sypha Belnades y el pirata Grant DaNasty. Juntos lograron superar a las fuerzas del mal, llegaron al trono de Drácula y Trevor finalmente combatió y pudo matar a Drácula. Sin embargo, con su último aliento el conde logró dejar una maldición sobre el territorio que provocaría que gran parte de Europa sufriera la peste, la hambruna y la delincuencia.

- 1479
(Castlevania: Curse of Darkness): La Muerte asume la forma de un humano llamado Zead, quien planea la resurrección de Drácula. Para ello escoge a Hector, un forjador de demonios que fue discípulo del conde pero luego lo traicionó, ya que sus poderes lo convierten en un cuerpo ideal para ser poseído por el alma de Drácula. Zead logra engañar a Hector para que se enfrente a otro forjador llamado Isaac y usar la furia de la batalla para poseer su cuerpo. Sin embargo, Hector logra darse cuenta y rechaza el espíritu de Drácula por lo que La Muerte se ve forzada a utilizar el cuerpo de Isaac en su lugar. Drácula logra reencarnar en Isaac pero en un estado debilitado y es finalmente eliminado por Hector, quien así logra deshacer la maldición.

- 1576
(Castlevania: The Adventure): Drácula finalmente inició su ciclo de regeneración que le permitiría recuperar sus poderes y volver a la vida cada 100 años, en el momento en donde el poder de Cristo se hace débil y sus fieles aprovechan para invocarlo. En su regreso, Drácula nuevamente recobró sus poderes y trajo de vuelta a su ejército del mal. Impulsado por su odio a la raza humana, invadió con sus fuerzas a Transilvania, pero nuevamente un descendiente del clan Belmont surgiría para derrotarlo. Cristopher Belmont, equipado con el látigo Vampire Killer lográ vencer al conde y destruir su castillo. Aunque aparentaba haber muerto, Drácula logró escapar al desvanecerse en forma de neblinas, como había quedado débil debió esperar a recuperarse para lanzar su venganza.

- 1591
(Castlevania II: Belmont's Revenge): Drácula, todavía en forma de neblina, usó sus poderes para poseer al joven hijo de Cristopher, Soleiyu Belmont y lo convirtió en un vampiro bajo su control. Utilizando la ayuda de Soleiyu, Drácula finalmente logró regresar a su forma normal. Cristopher una vez más se enfrentó al conde y esta vez lo pudo exterminar para salvar a Transilvania y su hijo de la oscuridad.

- 1691
(Castlevania): En noche de Pascua los seguidores de Drácula llevaron a cabo un ritual que le permitió regresar a la vida junto con su castillo maldito. Drácula inició una vez más una batalla para traer oscuridad y terror al mundo, pero fue derrotado por el heroico Simon Belmont. Aun así, durante la batalla Drácula logró darle un golpe que dejó una maldición en Simon y tal como lo hizo antes, usó sus últimas fuerzas para maldecir la tierra de modo que sus ejércitos continuaron rondando tras su muerte.

- 1698
(Castlevania II: Simon's Quest): Sintiendo un gran sufrimiento por la maldición de Drácula, Simon Belmont descubrió que la única forma de romper el hechizo era resucitando a Drácula para eliminarlo de forma definitiva. Simon debió recorrer distintas tierras en donde los fieles del conde escondían sus restos separados y los llevó a todos a Castlevania. Allí Simon hizo revivir a Drácula en un estado muy debilitado, casi cadavérico y lo eliminó para acabar con la maldición. Una vez más. la paz regresó a Transilvania.

- 1748
(Castlevania: Harmony of Dissonance): Un cazador de vampiros llamado Maxim Kischine se sintió decepcionado cuando no fue elegido para ser el portador del legendario látigo Vampire Killer, y en su lugar escogieron a Juste Belmont. Determinado a demostrar que podía ser mejor que su rival, buscó repetir la hazaña de Simon Belmont y viajó por Transilvania en busca de los restos de Drácula para revivirlo y eliminarlo, pero algo salió mal y terminó siendo poseído por la maldad de Drácula. Juste buscó reunir los restos de Drácula él mismo para acabar con la maldición. En la batalla final debió enfrentarse a la forma maligna de Maxim, y tras lograr repeler su maldad, este espíritu se fusionó a los restos de Drácula formando a un enemigo llamado Dracula Wraith. Este no era el verdadero conde, sino la maldad que se encontraba en el interior de Maxim y que usó los restos de Drácula como cuerpo para luchar. Juste Belmont logró derrotarlo y acabó con la maldición.

- 1792
(Castlevania: Rondo of Blood): El sacerdote oscuro Shaft realizó un ritual que le permitió a Drácula volver del más allá a 100 de su caída. Su ejército invadió Trasnilvania y además mandó a secuestras a las doncellas del pueblo. Una de estas mujeres era Annette, la novia del cazador de vampiros Richter Belmont. Dracula se sintió cautivado por su belleza e inocencia y le ofreció ser su mujer inmortal, pero esta rehusó. Richter finalmente logró llegar al castillo y eliminó a Drácula, pero este en su lecho de muerte sonreía, sabiendo ahora que algún día volvería a ser resucitado por sus seguidores.

- 1797
(Castlevania: Symphony of the Night): Shaft buscó la manera de revivir a Drácula tan solo cinco años después de su muerte. Y esta vez se aseguró de poner un conjuro sobre Richter Belmont que lo hacía desear la resurrección de Drácula guiado por su deseo de luchar contra él. Inesperadamente, Alucard apareció y reunió por su propia cuenta las reliquias de su padre. Así finalmente Drácula resucitó de forma incompleta y fue eliminado por su propio hijo, quien logró liberar a Richter y además utilizó un sello sobre los restos del conde para evitar que regrese.

- Principios del s. XIX
(Castlevania: Order of Ecclesia): Luego de la última batalla, el clan Belmont había desaparecido y comenzaron a surgir varios grupos interesados en tomar su lugar para destruir de una vez y por todas a Drácula. La Orden de Ecclesia finalmente logró encontrar el método para eliminar para siempre a Drácula y se hizo con sus restos. Una joven guerrera llamada Shanoa fue la escogida para recibir los ítems mágicos conocidos como Dominus que estaban fabricados con los propios restos de Drácula y le ayudarían a matar al conde para siempre. Pero Shanoa al final descubrió que su líder, Barlowe , intentaba usar el poder de Dominus para romper el sello sobre los restos y resucitar al legendario vampiro. La guerrera finalmente derrotó a Barlowe pero este sacrificó su propia vida para revivir a Dracula. Shanoa tuvo que dirigirse a Castlevania y combatir contra Drácula, aunque no pudo derrotarlo con sus habilidades, hizo uso del poder del Dominus y con esto logró exterminar al conde utilizando su propio poder en su contra.

- 1917
(Castlevania: Bloodlines): Una maligna hechicera llamada Drolta Tzuentes busca resucitar a Drácula y para ello siembra la semilla de la discordia en Europa, esperando provocar una guerra entre naciones para poder invocar al conde usando las almas de los muertos. Drácula finalmente logra revivir y esta vez en lugar de regresar a su castillo, se dirige al palacio de su sobrina Elizabeth Bartley en Londres. Tras seguir su rastro por toda Europa, los cazavampiros John Morris y Eric Lecarde se enfrentaronn al conde y lograron derrotarlo junto con sus seguidoras.

- 1944
(Castlevania: Portrait of Ruin): Durante la Segunda Guerra Mundial, un vampiro llamado Brauner utilizó el caos reinante para revivir a Drácula pero de inmediato selló su poder para evitar que despertara, de este modo Brauner logró hacerse con el castillo y las fuerzas del conde para su propio beneficio. Dos cazavampiros, Jonathan Morris y Charlotte Aulin, enterados de la situación se dirigieron al castillo endemoniado. Luego de superar a los monstruos llegaron con Brauner y lo derrotaron, La Muerte aprovechó ese momento para darle el golpe de gracia a Brauner que rompió el sello sobre Drácula, quien finalmente despertó. En una dura batalla, La Muerte combatió junto a Drácula contra los dos cazavampiros y cuando los villanos estaban por perder, La Muerte le ofreció su alma al conde para desatar su terrible forma final. Con su máximo esfuerzo, Jonathan y Charlotte al final pudieron vencer a Drácula y destruyeron su castillo.

- 1999: Esta batalla nunca fue mostrada en los videojuegos y es cuando se produce la destrucción definitiva de Drácula. El héroe que pudo eliminarlo fue Julius Belmont, quien además condujo una ceremonia durante un eclipse lunar que eliminó el conjuro que descansaba sobre los restos de Drácula y que siempre la permitía ser revivido. De esta forma, Drácula y su castillo finalmente perdieron su capacidad de resurrección. Aun así, muchas décadas más tarde, en el 2035, aparecería en Japón un joven llamado Soma Cruz con un misterioso parecido físico con Mathias Cronqvist y que de a poco iría descubriendo que guarda en su interior los poderes de Drácula. Pronto comenzarán a aparecer numerosos seguidores de la oscuridad que buscarán llenar de maldad el corazón puro de Soma para convertirlo en el verdadero heredero del Señor de la oscuridad.

## Historia alternativa
Además de la historia que forma parte del canon oficial de Castlevania, existen numerosos videojuegos ubicados fuera de este canon y que cuentan historias alternativas en donde aparece el conde.

### La historia deCastlevania Legends
El videojuego Castlevania: Legends se destaca por ubicarse cronológicamente antes que todos los demás juegos y cuenta como se originó Drácula: En el año 1450, un hombre de origen misterioso hizo un pacto con el diablo para volverse inmortal y conquistar el mundo. Así se convirtió en el Conde Drácula y ningún hombre se atrevería a desafiar su voluntad. Tiempo después, la joven Sonia Belmont quien poseía grandes habilidades de combate entabló una relación con Alucard, el hijo del temible conde quien estaba en contra de su padre. En una noche trágica, Sonia regresó a su casa para encontrar que un grupo de monstruos la habían atacado y asesinaron a su familia. En su lecho de muerte, su abuelo le cedió el látigo Vampire Killer con el que le pidió que eliminara a los demonios. Sonia utilizó el poder del látigo mágico para acabar con los monstruos y finalmente pudo enfrentar y derrotar a Drácula. Poco después tuvo un hijo, a quien decidió legarle su látigo y su conocimiento como guerrera y cazadora de los seres malvados.
Esta historia inicialmente fue planeada como el origen oficial de la saga Castlevania, pero pronto fue descartada de la continuidad por el productor Koji Igarashi, quien usó en su lugar a Castlevania: Lament of Innocence como la verdadera historia del origen de Drácula.

### La historia deLords of Shadows
Castlevania: Lords of Shadow es una reinterpretación de la saga Castlevania que cuenta una historia distinta, sin relación a la continuidad original. El juego transcurre en Europa en el año 1047, durante una guerra santa entre el cielo, la tierra y el infierno que ha provocado que el mundo sea invadido por terribles monstruos. El jugador sigue la historia del protagonista, Gabriel Belmont, un caballero perteneciente a la Hermandad de la Luz, encargado de derrotar a las criaturas sobrenaturales que amenazan a los humanos. 
Cuando Marie, la esposa de Gabriel es brutalmente asesinada por uno de los monstruos, su alma queda atrapada en el limbo y Gabriel comienza una búsqueda para revivirla que lo llevará por el camino de la oscuridad, esta concluye con el combate entre Gabriel Belmont y el mismo Satan.  Gabriel derrota a Satan y libera todas las almas del limbo pero no puede revivir a Marie. En el final extendido descargable, se narra como Gabriel descubre que sus acciones causaron que se libere un terrible demonio de la antigüedad llamado El Olvidado y debe ahora detenerlo, pero como los humanos no pueden entrar a su dimensión, Belmont bebe la sangre de su aliada vampiresa Laura, para convertirse en un vampiro. Al entrar a esta dimensión, la mente de Gabriel comienza a verse corrompida, mostrándose cada vez más violento, sanguinario y oscuro. Durante la batalla, Gabriel logra robarle su poder y lo mata despiadademente, convirtiéndose en el demonio más poderoso. Desde entonces Gabriel inicia una nueva existencia como el inmortal Drácula.
En los años siguientes, la Orden de la Luz reconoce a Drácula como el principal enemigo de la humanidad. Y será su propio hijo, Trevor Belmont quien inicie una cacería personal contra Drácula, que será continuada por sus descendientes.

## Apariciones en videojuegos

### En la saga Castlevania
La saga Castlevania es una serie de videojuegos de acción y plataformas en la que Drácula aparece siempre como el principal villano:
- Castlevania (1986 - FDS, NES): Drácula es el jefe final. En su primera forma aparece como un hombre vampiro , tiene la habilidad de teletransportarse de un lado a otro y disparar bolas de fuego, su punto débil es la cabeza. Su segunda forma es la de un gran monstruo con alas de vampiro que pega grandes saltos y escupe fuego.

- Vampire Killer (1986 - MSX): Drácula es el jefe final. Su aspecto es el de un esqueleto cubierto con una capa roja. Utiliza el ataque de teletransportarse y disparar bolas de fuego. Cuando es derrotado, una gigantesca pintura del fondo del escenario con el rostro de Drácula cobre vida y comienza a escupir una bandada de murciélagos, su punto débil es una gema que tiene en la frente.

- Castlevania II: Simon's Quest (1987 - FDS, NES): Drácula es el jefe final. Su aspecto es el de un esqueleto cubierto con una capa roja. Utiliza el ataque de teletransportarse y disparar bolas de fuego. Cuando es derrotado, una gigantesca pintura del fondo del escenario con el rostro de Drácula cobre vida y comienza a escupir una bandada de murciélagos, su punto débil es una gema que tiene en la frente.

- Haunted Castle (1988 - Arcade): Drácula es el jefe final. Su primera forma es la de un alto hombre vampiro que dispara dagas hacia el frente, cuando es lastimado se transforma en una bandada de murciélagos y se reconstruye en otra parte del escenario. Su segunda forma es la de una cabeza gigante flotante que no opone mucha resistencia.

- Castlevania: The Adventure (1989 - GB): Drácula es el jefe final. Aparece como un hombre vampiro que se teletransporta entre distintas plataformas y dispara proyectiles en varias direcciones a la vez. Su segunda forma es un murciélago gigante que vuela rápidamente a lo largo de la pantalla y dispara pequeños murciélagos.

- Castlevania III: Dracula's Curse (1989 - NES): Drácula es el jefe final. Empieza como un hombre vampiro que se mantiene en el suelo y utiliza un cetro para invocar grandes columnas de fuego que salen del piso, también se teletransporta. Su segunda forma es más extravagante, se vuelve un tótem de cinco cabezas que vomitan chorros de sangre, cada cabeza debe ser eliminada por separado. En su forma final adquiere el cuerpo de una estatua gigante inmóvil de un hombre-ave, similar a Pazuzu, ataca levantando parte del suelo y disparando rayos láser por las manos y los ojos, su punto débil es la cabeza.

- Castlevania II: Belmont's Revenge (1991 - GB): Drácula es el jefe final. Se teletransporta constantemente a distintas partes del escenario, utiliza unas esferas mágicas que le rodean como un escudo y luego las expulsa como proyectiles hacia todas las direcciones. No tiene transformaciones.

- Super Castlevania IV (1991 - SNES): Drácula es el jefe final. Es un hombre vampiro alto que se mantiene en el suelo y se teletransporta constantemente. Ataca disparando varias bolas de fuego hacia delante, algunas de estas se salen de control y danzan peligrosamente, también puede invocar flamas malignas que persiguen al jugador. Su segunda forma luce igual, pero con el rostro más monsturoso, su forma de ataque cambia y ahora hace que caigan fuertes rayos en distintos lugares del escenario mientras se sigue teletransportando.

- Castlevania Chronicles (1993, 2001 - X68000, PSX): Drácula es el jefe final. En su primera forma aparece como un hombre vampiro, tiene la habilidad de teletransportarse de un lado a otro y disparar bolas de fuego, su punto débil es la cabeza. Su segunda forma es la de un gran monstruo con alas de vampiro que pega grandes saltos, escupe fuego y puede lanzar golpes con sus garras, además utiliza un súper salto en el que dispara ondas de energía hacia abajo.

- Castlevania: Rondo of Blood (1993 - PC Engine): Drácula es el jefe final. Inicia con su forma clásica de hombre vampiro usando los ataques de teletransportación y disparar bolas de fuego, ahora también puede lanzar rocas llameantes. Su segunda forma es la de un gran monstruo con alas de vampiro que pega grandes saltos y escupe fuego, además puede lanzar un fuerte disparo sónico hacia delante.

- Castlevania: Bloodlines (1994 - Genesis): Drácula es el jefe final. En su primera forma es un hombre vampiro que se teletransporta constantemente, ataca disparando bolas de fuego y barras de poder giratorias. Tras ser derrotado se marcha y la hechicera Drolza Tuentes comienza a pelear en su lugar, sin embargo cuando esta es eliminada, invoca a Drácula en una forma mucho más poderosa. La segunda forma de Drácula es la de un gigantesco monstruo vampiro esquelético de color púrpura que vuela rápidamente sobre el escenario y dispara pequeños proyectiles que explotan como pilares de fuego al golpear el suelo, su punto débil es la gran boca que tiene en el medio del cuerpo. Cuando pierde un tercio de su energía se torna de color rojo, se hace más grande y comienza a disparar llamaradas con forma de serpiente que se dirigen hacia el jugador. Cuando pierde dos tercios de su energía, se achica y se pone color gris, ahora ya no vuela y comienza a saltar a lo largo del escenario mientras arroja una lluvia de huesos a su alrededor.

- Castlevania: Dracula X (1995 - SNES): Drácula es el jefe final. En su primera forma pelea idéntico a Rondo of Blood, pero la dificultad está incrementada por un escenario ubicado sobre pequeñas plataformas que hacen que el jugador pueda caerse y morir al cometer un mal movimiento. En su segunda forma es un gigantesco hombre vampiro demoníaco que vuela lentamente y dispara grandes bolas de fuego hacia abajo, también puede lanzar una gran onda sónica hacia delante.

- Castlevania: Symphony of the Night (1997 - PSX, Saturn): En el prólogo del juego se repite la batalla final de Rondo of Blood con las dos formas de Drácula. El conde vuelve a aparecer luego como jefe final, Drácula pelea utilizando un nuevo poder en donde su propia capa se transforma en un gigantesco vampiro monstruoso deformado de varias cabezas, grandes brazos con garras y grandes alas de murciélago, que envuelve al trono de Drácula mientras este permanece sentado en el medio. El monstruo vuela sobre el escenario y ataca constantemente dando golpes con sus garras, Drácula además puede invocar criaturas a las que destruye para absorber y recuperar energía. Sus tres cabezas se extienden para golpear al jugador y además pueden formar un triángulo y lanzar un ataque Delta. Su ataque especial consiste en acumular energía y lanzar una esfera gigante de poder eléctrico.

- Castlevania Legends (1997 - GB): Drácula es el jefe final. Inicia con su forma de hombre vampiro en donde se teletransporta a distintos lugares del escenario, tanto en el suelo como el aire, y dispara cinco esferas eléctricas que se dispersan en distintas direcciones. La segunda forma de Drácula es la de una cabeza esquelética parecida a un dragón que se teletransporta a lugares aleatorios y dispara ocho esferas eléctricas en todas las direcciones. Su cuerpo es una gigantesca masa oscura formado por varias cabezas cadavéricas que aparece inmóvil en el fondo y no interviene en la pelea.

- Castlevania 64 (1999 - N64): Drácula es el jefe final, esta es la primera batalla en 3D contra el conde. Aparece primero como un hombre vampiro que se teletransporta a distintos lugares del escenario y dispara esferas de energía contra el jugador, también puede invocar una gran llamarada que brota del suelo sorpresivamente, tiene además el poder de una onda expansiva que ataca a todo su alrededor. En su segunda forma se vuelve una gigantesca monstruosidad similar a un dragón demoníaco con la parte inferior de un miriápodo. Sus movimientos son muy lentos pero destructivos, puede lanzar esferas de fuego que provocan fuertes explosiones al chocar con el suelo, vomita grandes llamaradas, invoca enormes dragones chinos de fuego que vuelan hacia el jugador, también provoca una onda expansiva que daña a todo lo que tiene cerca.

- Castlevania: Legacy of Darkness (2000 - N64): Drácula es el jefe final. Si se juega con Reinhardt y Carrie, aparece en las mismas formas que en el juego anterior. Si se juega con Cornell, Drácula aparece en una nueva forma similar al diseño clásico del hombre vampiro. El conde se teletransporta convirtiéndose en neblinas a distintas áreas y ataca con una onda expansiva que cubre todo a su alrededor, puede arrojar bolas de fuego rastreadoras y puede usar una explosión de rayos eléctricos que golpea a todo lo que tiene cerca. Cuando es derrotado adopta su forma "utlimate" en donde es un demonio gigante humanoide con alas de vampiro a quien solo se ve desde la cintura hacia arriba. Este vuela hacia lo alto y envía grandes meteoros, también se acerca para dar golpes con sus brazos, además utiliza los poderes de disparar carámbanos de hielo contra el jugador y abrir un portal oscuro del que salen horribles serpientes voladoras.

- Castlevania: Circle of the Moon (2001 - GBA): Drácula es el jefe final. Su forma inicial es la de un hombre vampiro que se teletransporta constantemente y dispara murciélagos que se comportan distinto según el color. Su segunda forma es un corpulento monstruo vampiro gigante con alas y un gran ojo en el torso que permanece en el aire y puede teletransportarse, este dispara largos rayos láser, invoca una lluvia de meteoros y también envía unas neblinas rojas dañinas. Cuando recibe demasiado daño intenta embestir al jugador y luego se transforma en un ojo rodeado por una bandada de agresivos murciélagos que vuela a lo largo de la pantalla.

- Castlevania: Harmony of Dissonance (2002 - GBA): El jefe final es Dracula Wraith, un espíritu maligno que se apoderó de los restos del conde para usarlo como su propio cuerpo. En su primera forma es un hombre vampiro fantasmal que se teletransporta constantemente y dispara bolas de fuego y rocas volcánicas. En su segunda forma es una enorme cabeza de vampiro formado por la mitad de un cráneo y la otra mitad de órganos vivos y un gran corazón palpitando en el lugar del cerebro. En este modo se mantiene volando, tiene un tentáculo con tenazas, un gran ojo que dispara poderosos rayos láser.

- Castlevania: Aria of Sorrow

- Castlevania: Lament of Innocence (2003 - PS2): Este juego cuenta la historia de los orígenes de Drácula, aquí es un personaje humano llamado Mathias Cronqvist, quien aparece como aliado del jugador y todavía no posee los poderes del conde. Al final del juego logra obtener estos poderes del enemigo final.

- Castlevania: Dawn of Sorrow

- Castlevania: Curse of Darkness (2005 - PS2, Xbox): Drácula es el jefe final. En su forma inicial es un hombre vampiro que vuela de un lado a otro y se puede teletransportar, ataca con un láser que dibuja un círculo en el piso de donde luego estalla una llamarada, hace brotar numerosas estacas del suelo que persiguen al jugador y dispara grandes llamas mágicas, también tiene un ataque en que su capa se transforma en alas de vampiro e intenta chupar la sangre del jugador. En su segunda forma se vuelve un colosal demonio vampiro alado que deja al jugador en una aislada plataforma y vuela libremente alrededor de esta mientras le ataca. Este monstruo ataca dando devastadores golpes con sus garras que además generan nubes venenosas, puede alejarse y enviar una lluvia de poderes o disparar un rayo de energía de gran magnitud.

- Castlevania: Portrait of Ruin (2006 - NDS): Drácula es el jefe final, en su primera forma pelea por primera vez asistido por La Muerte. Dracula realiza sus clásicos movimientos de teletransportarse y disparar bolas de fuego y rocas volcánicas, mientras la muerte aparece y desparece por todo el escenario atacando con su guadaña. La Muerte y Drácula además pueden combinar sus poderes para lanzar poderosos ataques especiales. Al ser derrotados, La Muerte ofrece su alma a Drácula y al absorber su poder, el conde se vuelve un demonio de gigantescas alas. Este vuela a lo largo del escenario y utiliza ataques de aplastar, provocar una lluvia de fuego, arrojar enormes guadañas y giratorias. Su ataque más poderoso convierte sus alas en gigantes manos que intentan cerrarse sobre el jugador.

- Castlevania: The Dracula X Chronicles (2007 - PSP, PS3): Remake con gráficos en 3D de Rondo of Blood. Drácula aparece nuevamente como jefe final, sus primeras dos formas son las mismas y presentan los mismos ataques, pero se agrega una tercera forma exclusiva en donde el conde regresa a su forma de hombre vampiro con su capa formando seis alas. En este estado vuela por el escenario se teletransporta con poca frecuencia; ataca con disparo de murciélagos, transformación en hombre lobo, pilares de fuego, remolinos de fuego, invocar estacas desde el suelo y una lluvia dañina de sangre que cubre toda la pantalla.

- Castlevania: Order of Shadows (2007 - Móvil): Drácula es el jefe final. Aparece la cláscia versión del conde que se teletransporta y dispara bolas de fuego. No tiene transformaciones.

- Castlevania: Order of Ecclesia (2008 - NDS): Drácula es el jefe final. Aparece como un alto hombre vampiro, aunque no tiene transformaciones posee varios modos de ataque que surgen al ir perdiendo salud. Inicia teletransportándose y disparando una gran cantidad de bolas de fuego y rocas volcánicas, también puede lanzar una lluvia de poderes. Tras recibir mucho daño deja de desaparecer y comienza a moverse por el escenario ahora ataca enviando una numerosa bandada de murciélagos o también invoca lobos, además realiza una poderosa patada y una teletransportación con embestida. Cuando está cerca de morir realiza un hechizo final llamado Demonic Meggido, que elimina de un golpe al jugador a menos que este conozca el punto débil de Drácula.

- Castlevania Judgment (2008 - Wii): Este es un juego de lucha en donde Drácula aparece como uno de los personajes seleccionables. Es un peleador de gran tamaño que se mueve poco y utiliza la teletransportación para desorientar a los oponentes. Sus ataques especiales son hechizos sumamente devastadores de fuego y oscuridad que causan un severo daño y pueden aniquilar rápidamente a un enemigo y también puede usar telekinesis para lanzar objetos. Su máximo ataque es el destructivo Demonic Meggido.

- Castlevania: The Arcade (2009 - Arcade): Este es un videojuego de galería de tiro con vista en primera persona en donde Drácula aparece como el jefe final. El conde aparece primero como un hombre vampiro que se teletransporta y también vuela a gran velocidad, ataca disparando grandes poderes de fuego e invocando a soldados que atacan al jugador. En su segunda forma se vuelve un gran monstruo alado que se mueve a una enorme velocidad por el escenario y se transforma en una bandada de murciélagos o se convierte en un hombre lobo que ataca con una mordida. Su máximo ataque le permite cargar poder y disparar una gran bola de energía.

- Castlevania: The Adventure ReBirth (2009 - Wii): Drácula es el jefe final. Inicia como un hombre vampiro que se teletransporta y dispara bolas de fuego. Su segunda forma es un monstruo vampiro gigante que se queda en el suelo, pega grandes saltos y lanza una pequeña lluvia de poderes. Su tercera forma es un cráneo volador gigante que guarda un círculo mágico en la boca. Ataca con descargas eléctricas que cubren todo el escenario, explosiones de fuego, lanzamiento de esferas mágicas y bolas eléctricas.

- Castlevania Puzzle: Encore of the Night (2010 - iOS): Juego de puzle de acción en donde Drácula aparece como un personaje seleccionable, tiene su diseño de Symphony of the Night.

- Castlevania: Harmony of Despair (2010 - PS3, Xbox 360): Drácula es el jefe final, aparece en el capítulo 6. El conde aparece en la misma forma que en Symphony of the Night, incluyendo sus tres transformaciones de aquel juego. En el capítulo descargable 10, el jugador regresa al mundo del antiguo Castlevania de NES y el jefe es el antiguo Drácula de 8-bits.

- Castlevania: Lords of Shadow (2010 - PS3, Xbox 360): Este videojuego se ubica cronológicamente antes de la aparición de Drácula. En la expansión "Castlevania: Lords of Shadow - Resurrection" se narra la historia de la batalla en donde el protagonista, Gabriel Belmont, es quien finalmente resulta corrompido por la oscuridad y se convierte en Drácula.

### En la saga Konami Wai Wai
Esta es una serie de videojuegos crossover en donde se reúnen los personajes más populares de Konami.
- Konami Wai Wai World (1988 - FC): Drácula aparece en el nivel del Castillo de Castlevania como un enemigo común, aunque tiene una fuerza similar a la de un jefe. Hace sus ataques de teletransportarse en elsuelo o el aire y disparar bolas de fuego, tras derrotarlo se puede rescatar a Simon Belmont.

- Konami Krazy Racers (2001 - GBA): Este es un juego de carreras de karts en donde Drácula es uno de los corredores seleccionables. Su asistente es La Muerte.

- Krazy Kart Racing (2009 - iOS): Secuela del anterior en donde Drácula regresa como uno de los corredores seleccionables.

### En otras sagas
- Ganbare Goemon 2: Kiteretsu Shōgun Magginesu (1993 - SNES): El Conde Drácula aparece como jefe del nivel secreto del infierno. Utiliza sus conocidos movimientos de teletransportarse y disparar bolas de fuego. Sin embargo, cuando es derrotado se revela que era solo uno de los enemigos de Goemon disfrazados.

- New International Track and Field (2008 - NDS): Uno de los minijuegos se llama "Belmont's Challenge", en donde el jugador controla a Simon Belmont y debe pelear contra Drácula usando una ballesta.

- Monster Retsuden ORECA BATTLE (2012 - Arcade): Un Arcade japonés de batalla de monstruos estilo RPG, en donde el jugador introduce trading-cards de monstruos para hacerlos pelear. Uno de los monstruos incluidos es Drácula, esta es la máxima evolución del monstruo vampiro, su primera evolución se parece a Kid Dracula, su segunda evolución se parece a Alucard y su tercera evolución se parece al Drácula de Castlevania: Symphony of the Night.[3]

- Super Bomberman R (2017 - Nintendo Switch): Dracula Bomber es uno de los Bomberman seleccionables.

## Apariciones en otros medios

### En juegos Arcade
- Akumajo Dracula: The Medal (2008 - Juego de medalla): Drácula aparece como el villano principal.

- Pachislot Akumajo Dracula (2009 - Pachislot): Drácula aparece como el villano principal.

- Pachislot Akumajo Dracula II (2010 - Pachislot): Drácula aparece como el villano principal.[4]

- Pachislot Akumajo Dracula III (2012 - Pachislot): Drácula aparece como el villano principal.

### Series animadas
- Captain N: The Game Master (1989, serie animada de TV): Drácula es uno de los villanos de aparición frecuente en el show, es el principal enemigo del mundo de Castlevania y su oponente principal es Simon Belmont.
- Ganbare Goemon: Jigen Jou No Akumu (1991, OVA de anime): En una escena, el protagonista Goemon ingresa al mundo de Castlevania disfrazado como un cazavampiros muy parecido a Simon Belmont y se enfrenta al Conde Drácula.
- Robot Chicken (2009, serie animada de TV): Drácula y Simon Belmont fueron las figuras de Acción NECA, y fue basada en el episodio "Maurice Was Caught", como en el segmento "Is That a Whip?", Simon le dio latigazo a Dracula y se convierte en un murciélago y le dio latigazo muchas veces.
- Castlevania (2017, serie de animación de la plataforma Netflix). Es el antagonista principal de la serie, basada en la historia desarrollada en el videojuego: Castlevania III: Dracula's Curse (1989).

### En novelas e historietas
- Worlds of Power (1990 - serie de novelas): Uno de los libros de esta serie relata los eventos de Castlevania II: Simon's Quest.

- Castlevania: The Belmont Legacy (2005 - novela gráfica): Estos cómics oficiales narran la historia de Cristopher Belmont y su enfrentamiento contra Drácula, tal como ocurre en el videojuego Castlevania: The Adventure.

- Castlevania: Curse of Darkness (2005 - cómic): Serie de dos tomos basados en el juego del mismo nombre.

- Akumajou Dracula: Lament of Innocence (2012 - manga digital): Manga distribuido para celulares que cuenta los eventos de Lament of Innocence, aparece Mathias Cronqvist el futuro Drácula.

## Curiosidades
- En el anime TwinBee and WinBee's 1/8 Panic (OVA de 1994), en la escena del concurso de talentos, aparece Drácula como parte del jurado junto a otros personajes de Konami.